# Сен-Мишель-де-Вес
Сен-Мише́ль-де-Вес (фр. Saint-Michel-de-Veisse) — коммуна во Франции, находится в регионе Лимузен. Департамент коммуны — Крёз. Входит в состав кантона Сен-Сюльпис-ле-Шан. Округ коммуны — Обюссон.
Код INSEE коммуны — 23222.

## Население
Население коммуны на 2010 год составляло 168 человек.
| 1962 | 1968 | 1975 | 1982 | 1990 | 1999 | 2010 |
| ---- | ---- | ---- | ---- | ---- | ---- | ---- |
| 294  | 268  | 200  | 204  | 177  | 177  | 168  |

## Экономика
В 2010 году среди 113 человек трудоспособного возраста (15—64 лет) 83 были экономически активными, 30 — неактивными (показатель активности — 73,5 %, в 1999 году было 70,5 %). Из 83 активных жителей работали 70 человек (37 мужчин и 33 женщины), безработных было 13 (6 мужчин и 7 женщин). Среди 30 неактивных 9 человек были учениками или студентами, 15 — пенсионерами, 6 были неактивными по другим причинам.